# Internazionali d'Italia 2017 - Qualificazioni singolare maschile
Le qualificazioni del singolare maschile degli Internazionali d'Italia 2017 sono state un torneo di tennis preliminare per accedere alla fase finale della manifestazione. I vincitori dell'ultimo turno sono entrati di diritto nel tabellone principale. In caso di ritiro di uno o più giocatori aventi diritto a questi sono subentrati i lucky loser, ossia i giocatori che hanno perso nell'ultimo turno ma che avevano una classifica più alta rispetto agli altri partecipanti che avevano comunque perso nel turno finale.

## Teste di serie
1. Jan-Lennard Struff (qualificato)
2. Adrian Mannarino (qualificato)
3. Thomaz Bellucci (ultimo turno, Lucky loser)
4. Aljaž Bedene (qualificato)
5. Kevin Anderson (qualificato)
6. Carlos Berlocq (qualificato)
7. Nicolás Almagro (qualificato)

1. Jared Donaldson (ultimo turno, Lucky loser)
2. Michail Kukuškin (primo turno, ritirato)
3. Ernesto Escobedo (ultimo turno, Lucky loser)
4. Denis Istomin (ultimo turno, ritirato)
5. Víctor Estrella Burgos (primo turno)
6. Aleksandr Dolhopolov (ultimo turno, Lucky loser)
7. Pierre-Hugues Herbert (primo turno)

## Qualificati
1. Jan-Lennard Struff
2. Adrian Mannarino
3. Thiago Monteiro
4. Aljaž Bedene

1. Kevin Anderson
2. Carlos Berlocq
3. Nicolás Almagro

### Lucky loser
1. Thomaz Bellucci
2. Jared Donaldson

1. Ernesto Escobedo
2. Aleksandr Dolhopolov

## Tabellone qualificazioni

### Legenda
| - Q = Qualificato - WC = Wild card - LL = Lucky loser | - ALT = Alternate - SE = Special Exempt - PR = Protected Ranking | - w/o = Walkover - r = Ritirato - d = Squalificato |

### Sezione 1
|  | Primo turno | Primo turno        | Primo turno        | Primo turno | Primo turno |  |  | Ultimo turno | Ultimo turno       | Ultimo turno | Ultimo turno | Ultimo turno |  |
|  |             |                    |                    |             |             |  |  |              |                    |              |              |              |  |
|  | 1           | Jan-Lennard Struff | Jan-Lennard Struff | 6           | 6           |  |  |              |                    |              |              |              |  |
|  |             | Tarō Daniel        | Tarō Daniel        | 1           | 2           |  |  | 1            | Jan-Lennard Struff | 6            | 5            |              |  |
|  | WC          | Andrea Pellegrino  | Andrea Pellegrino  | 4           | 5           |  |  | 11           | Denis Istomin      | 2            | 5            | r            |  |
|  | 11          | Denis Istomin      | Denis Istomin      | 6           | 7           |  |  |              |                    |              |              |              |  |

### Sezione 2
|  | Primo turno | Primo turno      | Primo turno | Primo turno | Primo turno |  |  | Ultimo turno | Ultimo turno     | Ultimo turno     | Ultimo turno | Ultimo turno |  |
|  |             |                  |             |             |             |  |  |              |                  |                  |              |              |  |
|  | 2           | Adrian Mannarino | 4           | 6           | 7           |  |  |              |                  |                  |              |              |  |
|  | WC          | Salvatore Caruso | 6           | 4           | 5           |  |  | 2            | Adrian Mannarino | Adrian Mannarino | 6            | 6            |  |
|  |             | Marius Copil     | 6           | 3           | 4           |  |  | 8            | Jared Donaldson  | Jared Donaldson  | 4            | 1            |  |
|  | 8           | Jared Donaldson  | 1           | 6           | 6           |  |  |              |                  |                  |              |              |  |

### Sezione 3
|  | Primo turno | Primo turno           | Primo turno           | Primo turno | Primo turno |  |  | Ultimo turno | Ultimo turno    | Ultimo turno    | Ultimo turno | Ultimo turno |  |
|  |             |                       |                       |             |             |  |  |              |                 |                 |              |              |  |
|  | 3           | Thomaz Bellucci       | Thomaz Bellucci       | 6           | 6           |  |  |              |                 |                 |              |              |  |
|  |             | Damir Džumhur         | Damir Džumhur         | 2           | 3           |  |  | 3            | Thomaz Bellucci | Thomaz Bellucci | 3            | 63           |  |
|  |             | Thiago Monteiro       | Thiago Monteiro       | 6           | 7           |  |  |              | Thiago Monteiro | Thiago Monteiro | 6            | 7            |  |
|  | 14          | Pierre-Hugues Herbert | Pierre-Hugues Herbert | 2           | 6(0)        |  |  |              |                 |                 |              |              |  |

### Sezione 4
|  | Primo turno | Primo turno      | Primo turno  | Primo turno | Primo turno |  |  | Ultimo turno | Ultimo turno | Ultimo turno | Ultimo turno | Ultimo turno |  |
|  |             |                  |              |             |             |  |  |              |              |              |              |              |  |
|  | 4           | Aljaž Bedene     | Aljaž Bedene | 6           | 6           |  |  |              |              |              |              |              |  |
|  |             | Lukáš Lacko      | Lukáš Lacko  | 2           | 3           |  |  | 4            | Aljaž Bedene | Aljaž Bedene | 6            | 6            |  |
|  |             | Renzo Olivo      | 6            | 6           |             |  |  |              | Renzo Olivo  | Renzo Olivo  | 3            | 4            |  |
|  | 9           | Michail Kukuškin | 1            | 1           | r           |  |  |              |              |              |              |              |  |

### Sezione 5
|  | Primo turno | Primo turno          | Primo turno          | Primo turno | Primo turno |  |  | Ultimo turno | Ultimo turno     | Ultimo turno     | Ultimo turno | Ultimo turno |  |
|  |             |                      |                      |             |             |  |  |              |                  |                  |              |              |  |
|  | 5           | Kevin Anderson       | 4                    | 6           | 6           |  |  |              |                  |                  |              |              |  |
|  |             | Luca Vanni           | 6                    | 1           | 2           |  |  | 5            | Kevin Anderson   | Kevin Anderson   | 6            | 6            |  |
|  |             | Alessandro Giannessi | Alessandro Giannessi | 3           | 4           |  |  | 10           | Ernesto Escobedo | Ernesto Escobedo | 2            | 3            |  |
|  | 10          | Ernesto Escobedo     | Ernesto Escobedo     | 6           | 6           |  |  |              |                  |                  |              |              |  |

### Sezione 6
|  | Primo turno | Primo turno            | Primo turno      | Primo turno | Primo turno |  |  | Ultimo turno | Ultimo turno     | Ultimo turno     | Ultimo turno | Ultimo turno |  |
|  |             |                        |                  |             |             |  |  |              |                  |                  |              |              |  |
|  | 6           | Carlos Berlocq         | Carlos Berlocq   | 6           | 6           |  |  |              |                  |                  |              |              |  |
|  |             | Santiago Giraldo       | Santiago Giraldo | 2           | 1           |  |  | 6            | Carlos Berlocq   | Carlos Berlocq   | 6            | 7            |  |
|  | WC          | Andrea Arnaboldi       | 6                | 5           | 7           |  |  | WC           | Andrea Arnaboldi | Andrea Arnaboldi | 1            | 5            |  |
|  | 12          | Víctor Estrella Burgos | 0                | 7           | 62          |  |  |              |                  |                  |              |              |  |

### Sezione 7
|  | Primo turno | Primo turno          | Primo turno | Primo turno | Primo turno |  |  | Ultimo turno | Ultimo turno         | Ultimo turno         | Ultimo turno | Ultimo turno |  |
|  |             |                      |             |             |             |  |  |              |                      |                      |              |              |  |
|  | 7           | Nicolás Almagro      | 6           | 3           | 7           |  |  |              |                      |                      |              |              |  |
|  | WC          | Lorenzo Sonego       | 3           | 6           | 63          |  |  | 7            | Nicolás Almagro      | Nicolás Almagro      | 7            | 6            |  |
|  |             | Darian King          | 3           | 6           | 67          |  |  | 13           | Aleksandr Dolhopolov | Aleksandr Dolhopolov | 5            | 4            |  |
|  | 13          | Aleksandr Dolhopolov | 6           | 3           | 7           |  |  |              |                      |                      |              |              |  |